# Les Vans
Les Vans ist eine französische Gemeinde mit 2.680 Einwohnern (Stand 1. Januar 2022) im Département Ardèche. 

## Geographie
Die Gemeinde liegt am Rande der Cevennen, südlich des Flusses Chassezac. An der südlichen Gemeindegrenze verläuft sein Zufluss Granzon. Der Ort gilt als Tor zum Regionalen Naturpark Monts d’Ardèche (Parc naturel régional des Monts d’Ardèche).

## Bevölkerungsentwicklung
| Jahr                       | 1962 | 1968 | 1975 | 1982 | 1990 | 1999 | 2006 | 2016 |
| -------------------------- | ---- | ---- | ---- | ---- | ---- | ---- | ---- | ---- |
| Einwohner                  | 1692 | 2034 | 2325 | 2570 | 2668 | 2664 | 2827 | 2679 |
| Quellen: Cassini und INSEE |      |      |      |      |      |      |      |      |

## Persönlichkeiten
- Louis (Xavier Edouard) Léopold Ollier (1830–1900), Chirurg und Orthopäde, u. a. Beschreiber des Ollier-Syndroms.[1]
- Bernadette Perrin-Riou (* 1955), französische Mathematikerin